# واندژی-او-بوا
وندگیس او بویس (به فرانسوی: Vendegies-au-Bois) یک کمون در فرانسه است که در نور-پا-دو-کاله واقع شده‌است.

## خصوصیات
وندگیس او بویس ۹٫۹۸ کیلومترمربع مساحت و ۳۸۷ نفر جمعیت دارد و ۱۲۶ متر بالاتر از سطح دریا واقع شده‌است.